# موز طلایی کوتوله
موز طلایی کوتوله (نام علمی: Musella lasiocarpa؛ مترادف: Musa lasiocarpa) که معمولاً با نام‌های موز کوتوله چینی، موز نیلوفر آبی طلایی یا موز زرد چینی شناخته می‌شود، تنها گونه از جنس موزِلّا است. این گیاه یکی از بستگان نزدیک موز و همچنین عضوی از خانواده میوزیشی است.

## پراکندگی و زیستگاه
این گیاه بومی استان‌های سیچوان، گوئیژو و یون‌نان در چین است، این گیاه در ارتفاعات کوهستانی تا ارتفاع ۲۵۰۰ متری رشد می‌کند.

## توضیحات
این گیاه به خاطر ساقه‌های کاذب و زرد رنگش که معمولاً در سال دوم کشت ظاهر می‌شوند، معروف است. این ساقه‌ها ظاهری همچون نیلوفر آبی دارند و به همین دلیل این گیاه را به نام موز نیلوفر آبی طلایی نیز می‌شناسند.

## باغبانی
این گیاه تحت نام مترادف آن Musa lasiocarpa برنده جایزه گاردن مریت از انجمن سلطنتی باغبانی شده است. می‌توان آن را در فضای باز پرورش داد، اما نیاز به محافظت در برابر یخ زدگی دارد.

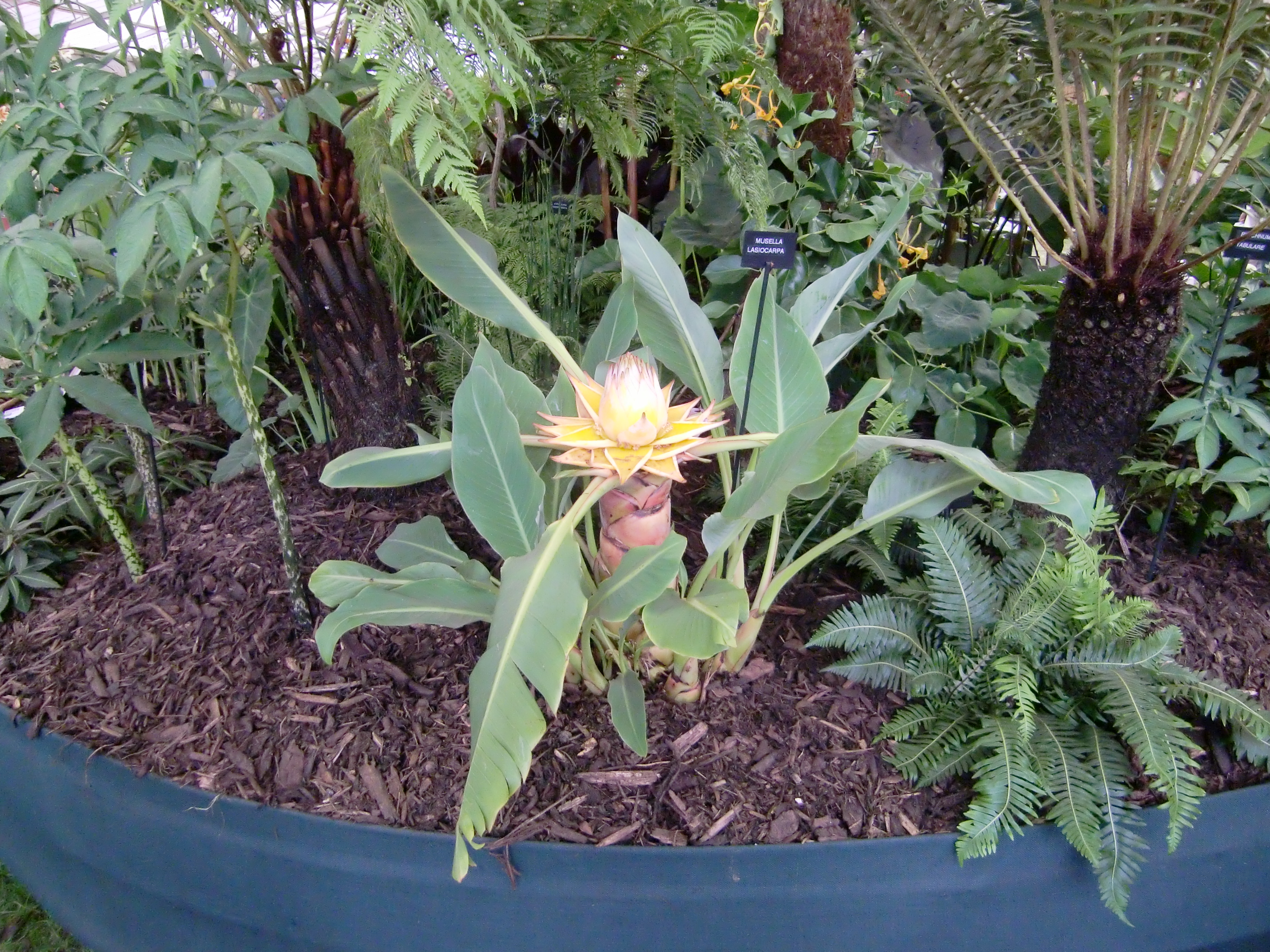